# 中条博
中条 博（ちゅうじょう ひろし、1948年6月24日 - ）は、愛知県出身の元プロ野球選手。ポジションは投手。

## 来歴・人物
愛知高等学校時代、上手投げの本格派投手で、1966年夏の甲子園大会愛知県予選で本大会優勝校の中京商に好投したことからプロから注目されていた。
1966年のドラフトで南海ホークスから3位で指名され入団。
一軍公式戦に出場することはなく、自由契約となり引退した。

## 詳細情報

### 年度別投手成績
- 一軍公式戦出場なし

### 背番号
- 40 （1967年 - 1970年）